# Gonomyia (Gonomyia) methodica
Gonomyia (Gonomyia) methodica is een tweevleugelige uit de familie steltmuggen (Limoniidae). De soort komt voor in het Neotropisch gebied.